# Кріс Дженнер
Крістен Мері "Кріс" Дженнер, до шлюбу Гоутон, після першого шлюбу Кардашян (5 листопада 1955, Сан-Дієго) —американська світська особа, акторка, продюсерка, телеведуча. Прославлена завдяки телешоу, ведучою якого є разом із своєю сім'єю.

## Життєпис
Народилася у Сан-Дієго, штат Каліфорнія, в родині Мері Джо Шеннон (до шлюбу Кемпбелл) і Роберта Гьюґтона, інженера. Коли Крістен був один рік, батьки розлучилися, і вона та її молодша сестра Карен проживали з матір'ю, яка через кілька років одружилася з бізнесменом Гаррі Шенноном. Через три місяці після переїзду в Окснард, Каліфорнія, бізнес-партнер Гаррі нібито залишив з капіталом всі компанії, тому сім'я переїхала назад у Сан-Дієго. Крістен відвідувала середню школу, яку закінчила в 1973 році. Працювала стюардесою протягом року в 1976 році.
Була одружена з адвокатом Робертом Кардаш'яном, і з телеведучим та екс-чемпіоном Олімпійських ігор Брюсом Дженером. Має четверо дітей від першого шлюбу (Кортні, Кім, Хлої та Роберт) і двох від другого (Кендалл та Кайлі).

## Кар'єра
Кріс Дженнер запустила власну виробничу компанію, Jenner Communications, яка базується в Лос-Анджелесі. З початку шоу «Keeping Up with the Kardashians» вона встигла побудувати кар'єру своєї дочки Кім. Крім того, вона займається бізнес-управлінням інших її дочок і сина.